# Cyrtophora monulfi
Cyrtophora monulfi är en spindelart som beskrevs av Pater Chrysanthus 1960. Cyrtophora monulfi ingår i släktet Cyrtophora och familjen hjulspindlar. Inga underarter finns listade i Catalogue of Life.